# Bernard Dupuch
Israel Bernard Dupuch (* 26. Oktober 1947 in Gabarnac; † 1. November 2016 in La Réole) war ein französischer Radrennfahrer.

## Sportliche Laufbahn
Dupuch war im Straßenradsport aktiv. Er war von 1962 bis 1972 Radrennfahrer. 1967 war er in der Tour du Bordelais erfolgreich und wurde Dritter der Tour du Béarn. 1968 gewann er das Etappenrennen Tour du Loir-et-Cher vor Jacques Botherel und die Deux Jours cyclistes de Machecoul sowie das Eintagesrennen Paris–Dreux. 1969 wurde er Zweiter im Rennen Ruban Granitier Breton hinter Jean-Paul Maho und bei Paris–Mantes. 1967 war er im Kader der Nationalmannschaft für das Mannschaftszeitfahren bei den Straßenradsport-Weltmeisterschaften und gewann mit seinem Team das Testrennen in St. Hilaire. Von 1969 bis 1972 war er Berufsfahrer. 1970 siegte er im Circuit de la Vienne.

## Berufliches
Nach seiner Radsportkarriere wurde er Winzer in Caudrot.